# A bolygó neve: Föld
A bolygó neve: Föld (eredeti cím: Earth: Final Conflict) 1997 és 2002 között futott kanadai-amerikai sci-fisorozat, amelynek alapjait a Star Treket is megalkotó Gene Roddenberry fektette le.
Magyarországon először az MTV1 mutatta be 2000. április 10-én,, majd június 28-tól az MTV2 műsorán kezdték ismételni, de csupán az első évadot mutatták be. 2003. január 9-én a Viasat 3 is műsorra tűzte, itt kezdték el adni a második évadot június 5-től. 2007. október 13-án az AXN Sci-Fi is bemutatta, itt került végül a teljes sorozat először leadásra.

## Szereplők
| Színész                   | Szerep                  | Magyar hang |
| ------------------------- | ----------------------- | ----------- |
| Kevin Kilner              | William Boone           |             |
| Lisa Howard               | Lili Marquette          |             |
| Von Flores                | Ronald Sandoval         |             |
| Richard Chevolleau        | Marcus "Augur" Deveraux |             |
| Leni Parker               | Da’an                   |             |
| David Hemblen             | Jonathan Doors          |             |
| Robert Leeshock           | Liam Kincaid            |             |
| Anita La Selva            | Zo’or                   |             |
| Jayne Heitmeyer           | Renee Palmer            |             |
| Melinda Deines            | Juliet Street           |             |
| Guylaine St-Onge          | Juda                    |             |
| Alan van Sprang           | Howlyn                  |             |
| Helen Taylor              | Ra’jel                  |             |
| Majel Barrett-Roddenberry | Julianne Belman         |             |

## Epizódok
| Évad | Évad | Részek száma | Részek száma | Eredeti sugárzás | Eredeti sugárzás | Eredeti adó | Magyar sugárzás    | Magyar sugárzás      | Magyar adó |
| Évad | Évad | Részek száma | Részek száma | Évadbemutató     | Évadzáró         | Eredeti adó | Évadbemutató       | Évadzáró             | Magyar adó |
| ---- | ---- | ------------ | ------------ | ---------------- | ---------------- | ----------- | ------------------ | -------------------- | ---------- |
|      | 1.   | 22           | 22           | 1997. október 6. | 1998. május 11.  | CTV         | 2000. április 10.  | 2000. szeptember 14. | MTV1       |
|      | 2.   | 22           | 22           | 1998. október 5. | 1999. május 17.  | CTV         | 2003. június 5.    | 2003. december 3.    | Viasat 3   |
|      | 3.   | 22           | 22           | 1999. október 4. | 2000. május 15.  | CTV         | 2003. december 17. | n. a.                | Viasat 3   |
|      | 4.   | 22           | 22           | 2000. október 2. | 2001. május 14.  | CTV         | n. a.              | n. a.                | AXN Sci-Fi |
|      | 5.   | 22           | 22           | 2001. október 1. | 2002. május 13.  | CTV         | n. a.              | n. a.                | AXN Sci-Fi |